# (32525) Kynanhughson
(32525) 2001 OZ85 est un astéroïde de la ceinture principale d'astéroïdes découvert en 2001.

## Description
(32525) 2001 OZ85 a été découvert le 21 juillet 2001 à la Station Anderson Mesa, un des deux sites d'observation de l'observatoire Lowell en Arizona (États-Unis), par le programme Lowell Observatory Near-Earth-Object Search (LONEOS).

### Caractéristiques orbitales
L'orbite de cet astéroïde est caractérisée par un demi-grand axe de 2,38 ua, un périhélie de 1,84 ua, une excentricité de 0,23 et une inclinaison de 1,52° par rapport à l'écliptique. Du fait de ces caractéristiques, à savoir un demi-grand axe compris entre 2 et 3,2 ua et un périhélie supérieur à 1,666 ua, il est classé, selon la JPL Small-Body Database, comme objet de la ceinture principale d'astéroïdes.

### Caractéristiques physiques
(32525) 2001 OZ85 a une magnitude absolue (H) de 15,9 et un albédo estimé à 0,088.